# Maltesische Männer-Handballnationalmannschaft
Die maltesische Männer-Handballnationalmannschaft repräsentiert den Handballverband Maltas als Auswahlmannschaft auf internationaler Ebene bei Länderspielen im Handball gegen Mannschaften anderer nationaler Verbände.

## Geschichte
Die Malta Handball Association wurde 1995 gegründet ist seit 1996 Mitglied in der Internationalen Handballföderation (IHF) und in der Europäischen Handballföderation (EHF). Für ein großes Turnier konnte sich die Auswahl bisher nicht qualifizieren.
Aktueller Nationaltrainer ist Bryan Pace.

## EHF Challenge Trophy
Die maltesische Männer-Handballnationalmannschaft nahm an allen seit 1999 von der EHF ausgerichteten EHF Challenge Trophys teil. 1999 gelang in der Vorrunde ein Sieg gegen Irland (20:15), 2001 gewann man einzig das Spiel um Platz 7 gegen Irland mit 32:21, 2003 besiegte man erneut Irland mit 25:14 sowie Liechtenstein mit 20:17, im Spiel um Platz 3 unterlag man Großbritannien mit 16:19. 2005 gewann man gegen Irland (27:17) und England (23:22) und im Spiel um Platz 5 erneut gegen Irland (23:20). 2007 gelang einzig gegen Irland ein 25:25-Unentschieden, 2009 gelangen Siege gegen Irland (36:20) und Schottland (34:21). Bei der letzten Austragung 2012 verlor man alle drei Partien.

## IHF Emerging Nations Championship
Bei der vom Weltverband ausgerichteten IHF Emerging Nations Championship nahm Malta bisher dreimal teil. 2015 besiegte die Mannschaft China (29:28) und Irland (29:25), nach weiteren Niederlagen wurde sie Achte. 2017 verlor man die ersten vier Partien und kam nach Siegen über Armenien (34:23) und Andorra (36:25) auf Platz 14. 2019 verlor man alle Spiele mit mindestens 15 Toren Differenz und wurde Zwölfter.